# Vologases V
Vologases V của Parthia là vua của Đế chế Parthia từ 191-208.

## Tiểu sử
Ông là con trai của vua Vologases I của Armenia, một thành viên của triều đại Arsaces của Armenia. Tuy nhiên,ông đã đoạt được quyền kế thừa của dòng chính sau khi vua Vologases IV (147-191) qua đời. Quyền thừa kế của ông đã không được công nhận bởi một vị vua đối lập Osroes II (190) người đã tự lập mình làm vua ở Media trước khi người cai trị trước băng hà. Nhưng dường như Vologases đã đánh bại ông ta.
Vologases V bị tấn công bởi hoàng đế La Mã Septimius Severus (193-211) vào năm 195.Severus tiên quân đến Lưỡng Hà, chiếm lấy Nisibis và cướp bóc thủ đô Ctesiphon của Parthia năm 199, bắt nhiều người dân Parthia và bán làm nô lệ. Ông ta đã cố gắng vô ích để chiếm lấy pháo đài Arab tại Atra. Năm 202, hiệp ước hòa bình đã được khôi phục, đế chế La mã kiểm soát toàn bộ vùng Lưỡng Hà.
Vologases đã được kế vị bởi người con cả Vologases VI của Parthia (208-228), nhưng một người con khác của ông là Artabanus IV (216-224) nổi loạn và cuộc nội chiến kéo dài.